# OVH클라우드
법적으로 OVH Groupe SA인 OVH는 VPS, 전용 서버 및 기타 웹 서비스를 제공하는 프랑스의 클라우드 컴퓨팅 회사이다. 2016년 기준 OVH는 표면적에서 세계 최대 규모의 데이터 센터를 소유하고 있다. 2019년 기준 유럽 최대 규모의 호스팅 제공업체이자, 물리적 서버 기준으로 세계 3위 규모의 호스팅 제공업체이다. 이 회사는 1999년 클라바(Klaba) 가문에 의해 설립되었으며 프랑스 루베에 본사를 두고 있다. OVH는 프랑스 법률에 따라 단순화된 주식회사로 설립되었다. 2019년에 OVH는 OVH클라우드(OVHcloud)를 공개 브랜드 이름으로 채택했다.